# Solveig Bolduan
Solveig Karen Bolduan  (* 2. März 1958 in Pritzwalk) ist eine deutsche Malerin, Bildhauerin und Keramikerin.

## Leben
Solveig Karen Bolduan verbrachte ihre Kindheit in Bad Saarow. Ihr Abitur machte sie 1976 in Hoyerswerda und anschließende bis 1978 in Saalfeld eine Töpferlehre. Sie studierte von 1978 bis 1983 bei Jürgen von Woyski Plastik an der Kunsthochschule Berlin-Weißensee. Sie hat ein Diplom für Bildhauerei und für Keramik und ist seit 1983 freischaffend in Spremberg und Klein Loitz tätig. 

## Mitgliedschaften
- bis 1990: Verband Bildender Künstler der DDR
- seit 1990: Brandenburgische Verband Bildender Künstlerinnen und Künstler e.V. (BVBK)

- seit 1990: GEDOK-Brandenburg

## Auszeichnungen
1993 bekam sie den Hauptpreis der Europa-Biennale Niederlausitz. Solveig Karen Bolduan hatte 1995 ihren Arbeitsaufenthalt mit Stipendium in Rio de Janeiro. 1996 gewann sie den Wettbewerb „Kunst am Bau“.

## Museen und Sammlungen mit Werken Solveig Karen Bolduans (unvollständig)
- Museum Junge Kunst, Frankfurt (Oder)
- Brandenburgische Kunstsammlungen Cottbus[2]
- Kunstsammlung Lausitz
- Museu de Arte Moderna, Rio de Janeiro
- Amtsgericht Hoyerswerda
- Investitionsbank des Landes Brandenburg, Potsdam
- Kreiskrankenhaus Herzberg
- Essag Hauptverwaltung
- Laubag Hauptverwaltung
- Carl-Thiem-Klinikum Cottbus
- Kreissparkasse Finsterwalde

## Ausstellungen (unvollständig)

### Teilnahme an zentralen und wichtigen regionalen Ausstellungen in der DDR
- 1984: Cottbus, Bezirkskunstausstellung
- 1986: Cottbus, Staatliche Kunstsammlungen („Bekenntnis und Tat“)
- 1986: Zielona Gora („Handzeichnungen und Plastik aus dem Bezirk Cottbus“)
- 1987: Dresden, Galerie Rähnitzgasse („Wirklichkeit und Bildhauerzeichnung“)

### Ausstellungen seit der deutschen Wiedervereinigung
- Bonn: Frauenmuseum
- Cottbus: Brandenburgische Kunstsammlungen[3]
- Cottbus: Galerie Fünf, crossover, 2016
- Ludwigshafen: Wilhelm-Hack-Museum
- Itschewan (Armenien)
- Imperia (Italien)
- Potsdam: Waschhaus, Staudenhofgalerie und Filmmuseum